# Peter Liermann
Peter Liermann (* 1957 ) ist ein deutscher Autor, Regisseur, Hörspieldramaturg und -produzent.

## Leben
Liermann studierte von 1975 bis 1981 am Fachbereich Philosophie und Sozialwissenschaften der FU Berlin mit dem Abschluss M.A. Es folgte eine zweijährige Ausbildung zum Hörspielregisseur beim Hessischen Rundfunk, u. a. Zusammenarbeit mit Luc Ferrari, Heinz von Cramer und Rosa von Praunheim. Danach war er freiberuflich tätig, vor allem als Autor, Hörspielregisseur, Lektor, Film- und Literaturkritiker für Zeitung, Hörfunk & Fernsehen. (Veröffentlichungen in Ästhetik & Kommunikation, faustkultur.de, Filme, filmwärts, Filmfaust, Inzeit, Büchner, manuskripte, Eiswasser u. a.)
Seit 1990 produziert und verantwortet Liermann zahlreiche Hörspiele, vor allem für die Hörspielabteilung des Hessischen Rundfunks, von denen viele mit Preisen ausgezeichnet wurden (Deutscher Kinderhörspielpreis, Kriegsblindenpreis, ARD-Online Award, Kurd-Laßwitz-Preis, Hörspiel des Monats). Langjährige Zusammenarbeit erfolgte mit Heinz von Cramer, Norbert Schaeffer, Ulrich Lampen und Robert Schoen.
Die ARD-Hörspieldatenbank enthält (Stand: April 2022) 156 Datensätze, bei denen Liermann in unterschiedlichen Funktionen, darunter als Autor, Regisseur, Dramaturg, Sprecher und Redakteur geführt wird.
Liermann war Mitglied der Jury des Blauen-Salon-Preises (2001–2004) und des Frankfurter Literaturhauses. Er lebt in Frankfurt am Main.

## Werke (Auswahl)
- 1980: Geräuschhörspiel, HR (Autor und Regie)
- 1985: H. Ein Abendbild von Wilfried F. Schoeller, HR (O-Tonaufnahmen und Co-Regie)
- 1985: Mercedes, Film von Thomas Brasch (Ton – als „Pit“ Liermann zus. mit Karl Baumgartner)[6]
- 1990: Ripley’s Game nach Patricia Highsmith (2 Teile), HR (Bearbeitung)
- 1993: Das Büro der schwarzen Stunden nach Fernando Pessoa, HR (Co-Regie)
- 1993: Die Markise von H. – Ein Stück Sommer, SDR (Autor)
- 1996: Ab heute heiß ich Horst – Ein Stück Winter, SDR (Autor)
- 1998: Die Seife, nach Francis Ponge, SDR (Bearbeitung)
- 1998: Das Ende der Drau oder Der gekochte Frosch von Monika Klostermeyer (3 Teile), HR (Regie)
- 1999: Öl auf dem Mond, nach Ludwig Fels, SWR (Bearbeitung)
- 2000: Crazy Times – Die Tagebücher des Nick Twisp, nach C.D.Payne (10 Teile), SWR (Bearbeitung)
- 2002: Pilsz – Ein Stück Herbst (Autor)
- 2004: Untertagblues. Ein Stationendrama nach Peter Handke (Redaktion & Dramaturgie)[7]
- 2006: Wir machen Musik – Geschichte einer Suggestion von Gisela von Wysocki, HR (Regie)
- 2007: Acht akustische Haiku – DLF Wurfsendung 102 (Autor, Regie  & Produktion)
- 2008 Flimmern, Rausch und Kettensäge – Eine Fata Morgana, DLR (Autor)
- 2022 Echos des Verschwindens. Von Wolken, Haiku et al. – Film, HD-DCP, Farbe, 57 Min.[8]

Quellen: wenn nicht anders angegeben

## Auszeichnungen
- 1987: Kurt-Magnus-Preis der ARD[11]